# 1320
1320 (MCCCXX) var ett skottår som började en tisdag i den julianska kalendern.

## Händelser

### Januari
- 25 januari – Sedan den danske kungen Erik Menved har avlidit året innan utropas hans bror Kristofer officiellt till kung av Danmark på landstinget i Viborg.

### April
- 6 april – Johannes XXII meddelas om Skottlands självständighet i The Declaration of Arbroath.

### Okänt datum
- Magister Mathias skriver Poetria och Testa nucis, handledning i poetik respektive retorik.
- Vattennivån i Vänern stiger till en osedvanligt hög nivå och förblir så fram till 1330.
- Wladyslaw Lokietek grundar ett enhetligt kungarike Polen.
- I England dör många hästar av sjukdomen "Ffarsine".[1]

## Födda
- Blanka av Namur, drottning av Sverige 1335–1363 och av Norge 1335–1343, gift med Magnus Eriksson.
- Valdemar Atterdag, kung av Danmark 1340–1375 (född omkring detta år).

## Avlidna
- Juli – Henrik II av Brandenburg (född 1308), markgreve av Brandenburg.
- 27 oktober – Magnus Birgersson, son till Birger Magnusson (avrättad).
- Henri de Mondeville, fransk kirurg och författare.

### Fotnoter
1. ↑  Stratton, J.M. (1969). Agricultural Records. John Baker. ISBN 0-212-97022-4